# Chelur
Chelur là một thị trấn thuộc taluk Bagepalli, huyện Chikkaballapur, bang Karnataka, Ấn Độ.